# تطريق
التطريق أو الطرق هي عمليه تصنيعيه لتغير الشكل المعادن عن طريق الضغط. وعادة يصنف على درجة حرارة المعدن عند الضغط أما «التطريق البارد» أو «التطريق الحار»

## الطرق الحر

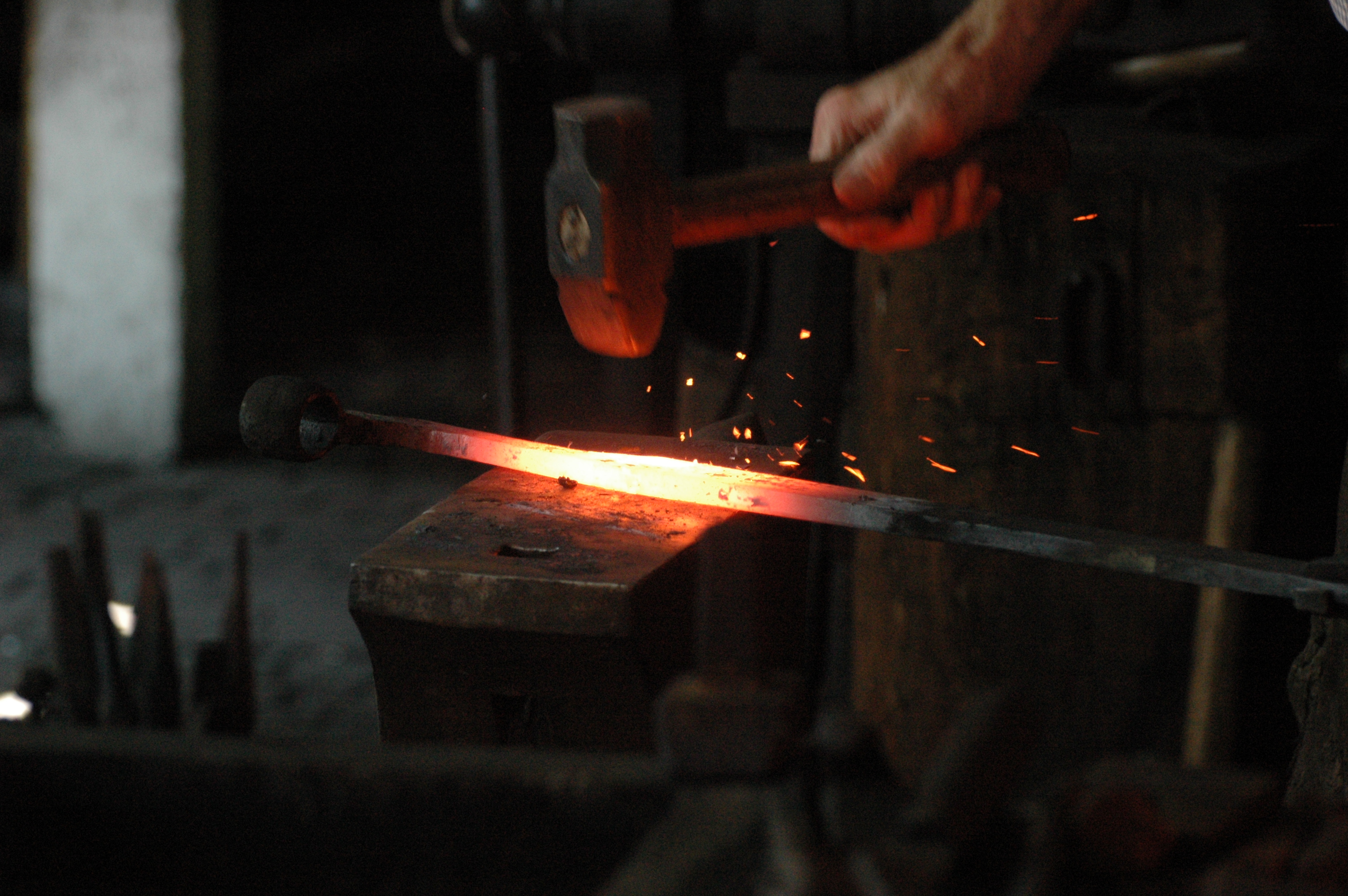
طرق حر بالمطرقة

الطرق الحر (بالإنجليزية: Free Forging)‏ هو عملية تغيير شكل المعدن المسخن بطرقات من المطرقة أو بضغط المكبس ويتكثف المعدن أثناء طرقه وتتحسن خواصه الميكانيكية.
والمادة الأساسية المستعملة لإنتاج معظم المطروقات هي الصلب وبعض السبائك المصنوعة علي أساس النحاس والألومنيوم والمغنسيوم.والطرق يمكن أن يكون حرا أو في قوالب المكبس (الإسطمبات).

و في الطرق الحر (الحدادة) يشكل المعدن بن سطحين مستوين ويمكن للمعدن أن ينساب بينهما في اتجاه السطحين، وفي الطرق في إسطمبات يخضع انسياب المعدن لشكل تجويف الأسطمبة، ويستعمل الطرق الحر في الصناعة علي نطاق ضيق، لإنتاج الطروقات الكبيرة.

إن من الصعب الحصول علي أجزاء معقدة بهذه الطريقة وبالإضافة إلي ذلك انخفاض دقتها وقلة إنتاجيتها، يمكن أن يكون الطرق الحر (الحدادة) يدوياً أو بالمطارق الآلية.

و تستعمل الحدادة اليدوية للإنتاج الفردي للأجزاء الصغيرة أو في أعمال الأصلاح وتجري الحدادة علي السندان باستعمال أدوات منها المرزبات والمطارق والجواكيش والمقاطع وسنابك التخريم والبلصات المستديرة والمربعة واللواقط وغيرها.

و يتم طرق الأجزاء المتوسطة الحجم علي المطارق الميكانيكية والكبيرة علي المكابس، والأدوات العاملة في الحدادة بالماكينات هي بلصات المطارق ومكابس الحدادة والأدوات المساعدة عي القضبان والمقاطع 
و سنابك التخريم والشوك وغيرها.

و يشترط في المواد التي يمكن تشكيلها بهذه الطريقة أن يتم تسخينها أولا، وذلك بالاستعانة بالكور البسيط في حالة الحدادة اليدوية أو بأفران خاصة كهربائية أو لهبية، وتستخدم للأجزاء المتوسطة
أو الكبيرة ويجري تسخين الأغفال (الخامات) حتي درجة حرارة تقل عن درجة حرارة انصهار المادة
و تزيد عن درجة حرارة إعادة تبلورها، ويجب أن تتوافر في المواد المشكلة بالطرق الصفات التالية:
1. أن تقل صلادتها وتلين عند تسخينها لتصبح أكثر لدونة منها وهي في درجة الحرارة العادية، مثل الحديد الصلب، أما المواد التي لا تتمتع بهذه الخاصية مثل الحديد الزهر ومصبوبات النحاس الأصفر والزنك، فهي لا تصلح إطلاقا للتشكيل بعملية الطرق.
2. أن لا تتلف المادة أو تفقد خواصها الجيدة بعد التسخين أو بعد الكبس أو الطرق عليها، مثل اللدائن أو المواد العضوية.

و الجدير بالذكر أنه يشترط في الماكينات الضاغطة أو الطارقة وكذلك في القوالب المستعملة في التشكيل علي الساخن أن لا تتأثر متانتها وصلادتها بملامستها للمادة الساخنة عند الضغط أو الطرق عليها أثناء عمليات التشكيل. هذا وتتم عملية الطرق بإحدي وسيلتين هما:
1. تسليط ضغط مفاجئ بواسطة المطارق الميكانيكية أو المطارق الساقطة.
2. تسليط ضغط متزايد بواسطة المطارق الهيدروليكية مثلا، حيث تجري عملية عصر للمادة المشكلة تبعا لثنايا القالب.

## العمليات الأساسية بالحدادة اليدوية
تجري عدة عمليات أساسية بالحدادة اليدوية وهي عبارة عن الكبس والسحب والثقب والثني واللي والقطع واللحام، وفيما يلي نتناول كل منها علي حده:
1. عملية الكبس بالحدادة: هي عملية إنقاص الطول الأصلي للخامة مع زيادة مقطعها، ولتجنب حدوث انثناء طولي بالخامة يجب ألا يزيد طولها الأصلي عن 2.5 سمكها، ويجري المكبس باستعمال المرزبة علي السندان أو بين بلص المطارق والمكابس الميكانيكية، ويستعمل الكبس الجزئي لزيادة سمك جزء من الخامة، وفي هذه الحالة يسخن من الخامة الجزء المراد كبسه جزئيا.
2. عملية السحب بالحدادة: في عملية السحب يزيد طول المطروقة وينقص مقطعها المستعرض، ويجري السحب ابتداء من منتصف الخامة إلي أطرافها بضربات من المرزبة أو بلص المطرقة الميكانيكية علي قضيب ملفوف، يوضع فوق الخامة مع تقليب الخامة بمقدار 90 و 180 درجة، وعند السحب يجب أن يغطي بلص المطرقة أو القضيب كل عرض الخامة المسحوبة.
3. عملية الثقب بالحدادة: تجري هذه العملية علي ثقب الخامة المشكلة، وتتم باستخدام السنابك، فتوضع الخامة فوق الثقب الموجود بالسندان وذلك في حالة الحدادة اليدوية، أما في الحدادة بالماكينات يستعمل للثقب السنبك والحلقة، ولتجنب حدوث زوائد يجري الثقب أولا من ناحية بحيث لا يصل إلي نهاية الخامة ثم تقلب المطرقة ويجري ثقبها من الجهة الأخرى وذلك لتجنب ظهور رائش زائد.
4. عملية الثني بالحدادة: تتم عملية الثني بالحدادة لإعطاء الخامة شكلا زاويا أو منحنيا، وقبل الثني تسخن الخامة تسخينا موضعيا، ثم يثبت أحد أطرافها بين بلص المطرقة ويثني الآخر بضربات من المرزبة ويتناقص سمك الخامة مكان الثني، ولذلك يجب أن تكبس الخامة قبل ثنيها للحصول علي مقطع متماثل.
5. عملية اللي بالحدادة: في هذه العملية يلوي جزء من الخامة بالنسبة للآخر بزاوية معينة حول المحور المشترك لهما، ويجري اللي باستعمال أيدي الإدارة أو الشوكة.
6. عملية القطع بالحدادة: تجري هذه العملية لقطع الخامة إلي جزئين أو أكثر أو فصل جزء من معدن عنها لتشكيل شكلها الخارجي أو الداخلي، وفي الحدادة اليدوية يجري القطع باستعمال المقاطع وتتم في الحدادة بالماكينات باستعمال مقاطع عريضة خاصة.
7. عملية اللحام بالحدادة: تجري لتجميع قطعتين أو أكثر من المعدن لتكوين مطروقة واحدة، تتم عملية اللحام بالحدادة يحيث ينطبق وجها الطرفين (اللحام التناكبي أو قورة علي قورة) أو بحيث يقع أحد الطرفين في تجويف الآخر أو بحيث ينطبق أحد الطرفين علي الآخر (اللحام التراكبي أو شفة علي شفة), وقبل اللحام تكبس أطراف الخامات وتعطي سطوح الالتحام شكلا محدبا وتسخن الأطراف المجهزة إلي درجة الالتحام، وفي عملية التسخين نرش سطوح الالتحام بمساعد صهر الفلكس (خليط من الرمل الكوارتزي والبوريك) لتحويل طبقة الأكاسيد المتكونة إلي خبث وبعد تنظيف الخبث توضع الأطراف المسخنة علي بعضها بحيث تنطبق سطوح التحامها وتطرق حتي تمام الالتحام.

## التشكيل في الاسطمبات على الساخن
فيما تتم عمليات التشكيل في قوالب مغلقة حيث يتعرض السطح الكلي للمعدن لضغط الطرق أثناء المراحل الأخيرة لعملية التشكيل. ويستعمل المكبس في القوالب (الاسطمبات) لتقريب شكل ومقاسات المطروقات إلي شكل وأبعاد الجزء التام المصنع وتتميز هذه الطريقة بدقة وإنتاجية أعلي من دقة وإنتاجية الطرق الحر.
و عند الطرق في اسطمبات يمكن تقليل تسامح التشغيل وتفاوت أبعاد الطروقة وبالإضافة إلي ذلك يصبح في الإمكان الحصول علي الوضع المطلوب للألياف بالطروقة مما يزيد من مقاومتها للإجهادات، ولما كانت تكاليف الاسطمبات عادة عالية فإن استخدام الاسطمبات يكون ملازما للإنتاج بالجملة وبالمجوعات.
و الأداة الأساسية في الكبس هي الأسطمبة وهي عبارة عن قالب من الصلب يقابل تجويفها الداخلي شكل المطروقة المطلوب صنعها، والمادة المستعملة لصناعة الاسطمبات هي الصلب الكربوني الجيد، وتصنع الاسطمبات الهامة من صلب العدة السبائكي. وتتكون الاسطمبة من جزئين، العلوي ويثبت في الجزء العلوب من المطرقة، والسفلي منها ويركب علي وسادة علي السندان أو الجزء الثابت السفلي من المطرقة أو المكبس.

## المطارق والمكابس المستخدمة في عملية الحدادة

### المطارق الميكانيكية والبخارية التشغيل
تجري الحدادة الميكانيكة علي المطارق والمكابس وهي أهم وسائل الطرق الحر في الصناعة الميكانيكية الحديثة، وتحدث المطارق تأثيرها في المعدن بطرقات مفاجئة في حين تحدث المكابس ضغطا تدريجيا يستمر لمدة طويلة علي المطروقة.
و توصف المطارق الميكانيكية بوزن الأجزاء الساقطة وتنقسم حسب مبدأ عملها إلي الآتي:
1. مطارق ميكانيكية التشغيل.
2. مطارق بخارية - هوائية التشغيل.

و من المطارق الميكانيكية التشغيل المطارق ذات النابض (السوستة_الياي) والمطارق الهوائية، ويشغل هذه المطارق محرك كهربائي وتستعمل للطرق الحر للمصنوعات الصغيرة الحجم.
و تستعمل المطارق الهوائية لطرق المطروقات التي يصل وزنها إلي 20 كغم ويتراوح وزن المطروقات البسيطة من 20 إلي 200 كغم، وتوجد أنواع أخرى من المطارق الهوائية تتلائم مع حجم المطروقات. والمطارق الهوائية البخارية سهلة التشغيل، ويمكنها أن تقوم بالطرق بقوي مختلفة، ويمكن بها إبقاء الدقاق في وضعه العلوي، ضغط المطروقة بواسطته وتستعمل هذه المطارق للعمليات المختلفة في الحدادة الحرة للأجزاء المتوسطة الوزن.

### الطرق باستخدام المكابس الهيدروليكية
تستعمل المكابس الهيدروليكية للحصول علي المطروقات الثقيلة من المسبوكات التي يتراوح وزنها من 1 إلي 250 طن، وتتميز المكابس عن المطارق بكونها تشكل المعدن دون صدمات بالتأثير عليه بقوة تكاد تكون إستاتيكية. ويصل ضغط المكابس الهيدروليكية الحديثة المستعملة للطرق الحر من 500 إلي 10000 طن وضغط المكابس المستعملة للكبس في اسطمبات إلي 20000 طن.